# Stefan Feuser
Stefan Feuser (* 1977) ist ein deutscher Klassischer Archäologe.

## Leben
Nach dem Abitur 1997 und dem anschließenden Zivildienst studierte Feuser von 1998 bis 2004 Klassische Archäologie, Alte Geschichte und Ur- und Frühgeschichte an der Universität Münster und der Humboldt-Universität zu Berlin, wo er 2004 den Magister Artium erwarb. Während des Promotionsstudiums (2005–2008) an der Universität Münster war er von 2005 bis 2007 wissenschaftlicher Mitarbeiter im Rahmen des DFG-Projektes Der Hafen von Alexandria Troas an der Forschungsstelle Asia Minor. Nach der Promotion 2008 im Fach Klassische Archäologie an der Universität Münster mit der Dissertation Monopodia – Figürliche Tischfüße aus dem römischen Kleinasien war er von 2008 bis 2010 wissenschaftlicher Mitarbeiter im Rahmen des DFG-Projektes Elaia – Eine aiolische Polis als Subzentrum der hellenistischen Metropole Pergamon am Deutschen Archäologischen Institut Istanbul. 2009/2010 war er Reisestipendiat des Deutschen Archäologischen Instituts. 
Von 2010 bis 2016 war Feuser wissenschaftlicher Mitarbeiter von Detlev Wannagat am Lehrstuhl für Klassische Archäologie der Universität Rostock. Als Visiting Fellow forschte er 2014/2015 am Center for Hellenic Studies der Harvard University in Washington, D.C. Im Jahr 2016 habilitierte sich Feuser an der Universität Rostock mit einer Studie über antike Häfen. Von Oktober 2016 bis März 2022 lehrte er als W2-Professor (60 %) auf Zeit an der Universität Kiel. Von 2017 bis 2020 koordinierte er dort die strategische Partnerschaft „Ancient Cities“, die unter anderem den MOOC „Discovering Greek & Roman Cities“ erstellt hat. Im Jahr 2019 forschte er mit einem Feodor-Lynen-Stipendium der Alexander von Humboldt-Stiftung an der University of Pennsylvania. Seit April 2022 ist Feuser Heisenberg-Professor an der Universität Bonn.

## Schriften (Auswahl)
- Der Hafen von Alexandria Troas (= Asia-Minor-Studien. Band 63). Habelt, Bonn 2009, ISBN 978-3-7749-3581-5.
- Monopodia. Figürliche Tischfüsse aus Kleinasien. Ein Beitrag zum Ausstattungsluxus der römischen Kaiserzeit (= Byzas. Veröffentlichungen des Deutschen Archäologischen Instituts Istanbul. Band 17). Ege Yayınları, Istanbul 2013, ISBN 978-3-7749-3581-5 (zugleich Dissertation, Münster 2008).
- Hafenstädte im östlichen Mittelmeerraum vom Hellenismus bis in die römische Kaiserzeit. Städtebau, Funktion und Wahrnehmung (= Urban Spaces. Band 8). De Gruyter, Berlin 2020, ISBN 978-3-11-058425-7 (zugleich Habilitationsschrift, Rostock 2016)